# Nancy Pickard
Nancy Pickard (Kansas City, 19 settembre 1945) è una scrittrice statunitense.

## Biografia
Nata nel 1945 a Kansas City, Missouri, si è laureata in giornalismo all'Università del Missouri.
Ha iniziato a pubblicare racconti gialli a 35 anni e ha esordito nel romanzo nel 1984 con Generous Death.
Autrice ancora non tradotta in italiano, ha ottenuto numerosi riconoscimenti all'interno del genere giallo culminati con il Premio Agatha alla carriera nel 2018.

## Opere principali

### Serie Jenny Cain
- Generous Death (1984)
- Say No to Murder (1985)
- No Body (1986)
- Marriage is Murder (1987)
- Dead Crazy (1988)
- Bum Steer (1990)
- I.O.U. (1991)
- But I Wouldn't Want to Die There (1993)
- Confession (1994)
- Twilight (1995)

### Serie Eugenia Potter
- The 27-Ingredient Chili Con Carne Murders (1992)
- The Blue Corn Murders (1998)
- The Secret Ingredient Murders (2001)

### Serie Marie Lightfoot
- The Whole Truth (2000)
- Ring of Truth (2001)
- The Truth Hurts (2002)

### Altri romanzi
- Naked Came the Phoenix (2001)
- The Virgin of Small Plains (2006)
- The Scent of Rain and Lightning (2010)

### Saggi
- Seven Steps on the Writer's Path con Lynn Lott (2003)

## Premi e riconoscimenti
- Premio Macavity per il miglior romanzo: 1988 per Marriage is Murder, 1992 per I.O.U. e 2007 per The Virgin of Small Plains
- Premio Agatha per il miglior romanzo: 1990 per Bum Steer, 1991 per I.O.U. e 2006 per The Virgin of Small Plains
- Premio Agatha per il miglior racconto breve: 1999 per Out of Africa
- Premio Barry per il miglior racconto breve: 2006 per There Is No Crime on Easter Island
- Premio Agatha alla carriera: 2018